# Harald Winkel
Harald Winkel (* 30. Mai 1931 in Bad Kreuznach; † 8. August 2005) war ein deutscher Wirtschaftswissenschaftler, Historiker und Verleger.

## Leben und Wirken
Harald Winkel studierte Wirtschaftswissenschaften an der Universität Mainz und schloss 1957 mit dem Diplom ab. 1960 wurde er mit einer Arbeit über Carl Brinkmann zur Dr. rer. pol. promoviert, 1967 habilitierte er sich und wurde Privatdozent an der Universität Mainz. 1969 erhielt er einen Ruf zum Ordentlichen Professor und Lehrstuhlinhaber für Wirtschafts- und Sozialgeschichte an die RWTH Aachen. 1977 wurde er auf den Lehrstuhl für Wirtschafts- und Sozialgeschichte mit Agrargeschichte an die Universität Hohenheim berufen. 1993 wurde er emeritiert.
1977 übernahm er den Scripta Mercaturae Verlag in Stuttgart, der seit 1986 seinen Sitz mit eigener Herstellung und eigenem Vertrieb in Sankt Katharinen hat. Er war Herausgeber der Zeitschrift für Agrargeschichte und Agrarsoziologie, der Scripta Mercaturae und mit Ulrich Fellmeth der Hohenheimer Themen, Zeitschrift für kulturwissenschaftliche Themen.
Harald Winkel war verheiratet mit Judith Winkel.

## Schriften
- Das Verhältnis von Theorie und Geschichte bei Carl Brinkmann. Dissertation. Universität Mainz 1960.
- mit Francesca Schinzinger: Der Volkswirt, Berufswahl und Studienbeginn. Neue Wirtschafts-Briefe, Herne 1962.
- Die Ablösungskapitalien aus der Bauernbefreiung in West- und Süddeutschland. Habilitationsschrift. Universität Mainz. G. Fischer, Stuttgart 1968.
- mit Max Munz: Lexikon der Kostenrechnung. Kiehl, Ludwigshafen am Rhein 1970. 2. Auflage 1972, 3. Auflage 1977, ISBN 3-470-58153-3.
- Die deutsche Wirtschaft seit Kriegsende. Hase und Koehler, Mainz 1971, ISBN 3-7758-0807-8.
- Die Volkswirtschaftslehre der neueren Zeit. Wissenschaftliche Buchgesellschaft, Darmstadt 1973, ISBN 3-534-05517-9. 2. Auflage 1978, 3. Auflage 1985, 4. Auflage 1994, Sonderausgabe 2005, ISBN 978-3-534-18971-7.
- Die Wirtschaft im geteilten Deutschland. 1945–1970. Steiner, Wiesbaden 1974, ISBN 3-515-01799-2.
- mit Karl Georg Zinn: 35 Themen, Fälle, Lösungen aus der speziellen Volkswirtschaftslehre. 2. Auflage. Neue Wirtschafts-Briefe, Herne/Berlin 1974, ISBN 3-482-76042-X.
- Die deutsche Nationalökonomie im 19. Jahrhundert. Wissenschaftliche Buchgesellschaft, Darmstadt 1977, ISBN 3-534-05515-2.
- Einführung in die Wirtschaftswissenschaften. Schöningh, Paderborn u. a. 1980, ISBN 3-506-99222-8.
- Geschichte der württembergischen Industrie- und Handelskammern Heilbronn, Reutlingen, Stuttgart/Mittlerer Neckar und Ulm. Teil 3: 1933–1980. IHK, Stuttgart 1980, DNB 820343900
- Mittelrheinische Wirtschaft im Wandel der Zeit. Rhenania, Koblenz 1983, ISBN 3-922755-12-7.
- Der Glaube an die Beherrschbarkeit von Wirtschaftskrisen (1933–1970). Gesellschaft für Westfälische Wirtschaftsgeschichte, Dortmund 1984.
- mit Alfred Eugen Ott: Geschichte der theoretischen Volkswirtschaftslehre. Vandenhoeck und Ruprecht, Göttingen 1985, ISBN 3-525-10525-8.
- Wirtschaft im Aufbruch. Beck, München 1990, ISBN 3-406-33903-4.
- Geschichte verstehen – Zukunft gestalten. IHK, Siegen 1993.
- Braunweiler. Beiträge zur Geschichte einer ländlichen Gemeinde zwischen Nahe und Soonwald. Hrsg. nach dem Originalmanuskript durch Oliver Stoll und Sven Günther. Scripta-Mercaturae, St. Katharinen 2008, ISBN 978-3-89590-175-1.

Herausgeberschaft
- Derek H. Aldcroft et al.: Finanz- und wirtschaftspolitische Fragen der Zwischenkriegszeit. Duncker und Humblot, Berlin 1973, ISBN 3-428-02949-6.
- Fritz Blaich et al.: Vom Kleingewerbe zur Grossindustrie. Duncker und Humblot, Berlin 1975, ISBN 3-428-03427-9.
- Geschichte und Naturwissenschaft in Hohenheim. Beiträge zur Natur-, Agrar-, Wirtschafts- und Sozialgeschichte Südwestdeutschlands. Festschrift für Günther Franz zum 80. Geburtstag. Thorbecke, Sigmaringen 1982, ISBN 3-7995-7019-5.